# 托嫩克
托嫩克或托嫩凯（烏克蘭語：Тоненьке），或按俄语名译为托年科耶，是乌克兰顿涅茨克州波克羅夫斯克區奥切列季涅市镇的村庄，距离顿涅茨克西北23.5（14.6英里）。
2014年4月中旬，顿巴斯战争爆發後，當地就出現傷亡。2020年7月18日前，托嫩克隸屬於亞西努瓦塔區。
2024年3月21日，俄羅斯表示已攻佔托嫩克。

## 人口统计
根據2001年烏克蘭人口普查統計： 
- 乌克兰语— 65.94%
- 俄语— 33.44%
- 波兰语— 0.31%